# Serrat de les Forques (la Baronia de Rialb)
El Serrat de les Forques és una muntanya de 660 metres al municipi de la Baronia de Rialb, a la comarca catalana de la Noguera.